# Brownlow Layard
Brownlow Villiers Layard (14 de julho de 1804 - 27 de dezembro de 1853) foi um político irlandês do partido Whig.
Layard foi eleito parlamentar pelo partido Whig por Carlow Borough nas eleições gerais de 1841 e ocupou a cadeira até 1847, quando foi derrotado nas eleições.
Entre 1866 e 1867 foi governador colonial da Guiné Britânica.